# Orphée et Eurydice (Pina Bausch)
Pour les articles homonymes, voir Orphée et Eurydice.

Orphée et Eurydice (en allemand : Orpheus und Eurydik) est un opéra dansé créé par la chorégraphe allemande Pina Bausch en 1975. L'opéra suit la partition musicale de Christoph Willibald Gluck. Pina Bausch modifie l'opéra originel en introduisant des innovations narratives, scénographiques et musicales.

## Transformations narratives de l'opéra de Gluck

### Le personnage d'Orphée
Gluck avait composé trois versions de l'opéra d'Orphée entre 1762 et 1774, qui avaient en commun une fin heureuse : Eurydice retrouve Orphée au dénouement, grâce à l'intervention du dieu Amour, dont le triomphe était célébré par des groupes de danseurs.
Pina Bausch se distingue par des choix narratifs singuliers : elle centre son œuvre sur le chagrin d'Orphée. Cet amant ne porte  pas de lyre au moment de pénétrer dans le royaume des morts, il ne fait preuve d'aucun courage. Au dénouement il chante une complainte et rend son dernier souffle. Selon l'analyse du New York Times, « Pina Baush déconstruit le mythe d’Orphée et l’opéra de Gluck. Il semble que pour elle l'amour et l'art importaient beaucoup moins que la souffrance incohérente ».

### Les actes ou tableaux
La partition musicale de Gluck est en trois actes :
- Fête du mariage et mort d’Eurydice ;
- Enfers ;
- Mort et Résurrection : un « Triomphe de l’Amour » (ballet de douze minutes) clôt la pièce.

L'œuvre de Pina Bausch est composée quant à elle de 4 tableaux : le Deuil, la Violence, la Paix, et la Mort.
- Le Deuil : Pina Bausch supprime la Fête du mariage et commence par la mort d'Eurydice – le Deuil -, avec le rituel funèbre qui l'accompagne[2].
- La « Violence » : ce tableau représente l'entrée d’Orphée dans les Enfers. Il est marqué par une fermeture de l'espace scénique enserré entre des trônes funéraires et des draps blancs. Orphée rencontre des âmes de morts et le monstre Cerbère. Il veut parvenir aux Champs-Élysées.
- La « Paix » représente l'arrivée aux Champs-Élysées, jardins du royaume des morts.
- La « Mort »  les amants dansent puis Orphée  transgresse l'interdit de regarder Eurydice, qui s'effondre alors brutalement. Orphée devient incapable du moindre mouvement. Eurydice meurt, Orphée endeuillé meurt à son tour. Pina Bausch supprime la danse du « Triomphe de l'Amour » et lui substitue une reprise de la musique du 1er acte de Gluck (associée au deuil). Selon Cl. Vassas, P. Bausch « choisit donc par ce redoublement de donner toute son ampleur au tragique de l’opéra en faisant de son final une répétition du premier acte. Par là elle renoue à sa manière avec cette forme théâtrale qu’à l’époque de Gluck on appelle en Allemagne Trauerspiel « Jeu de deuil » terme qui désignera tout particulièrement le Drame Baroque ».

## Transformations scénographiques de l'opéra de Gluck
Pina Bausch introduit un dédoublement de trois personnages, Orphée, Eurydice et Amor ; chacun d'eux est représenté par un ou une soliste vocal(e), et par un danseur ou une danseuse. Orpheus est une femme qui chante en robe noire et un homme légèrement vêtu, portant seulement en slip couleur chair. Il y a aussi une Eurydice qui chante vêtue de noir, et une danseuse  en blanc, en rose puis en rouge ; et un Amour qui chante vêtu de noir, et un autre Amour qui danse vêtu de blanc.
La scénographie est l’œuvre du compagnon de Pina Baush, Rolf Borzic. Pina Baush elle-même danse dans son œuvre.
La pièce qui fait appel à un ballet, un chœur, un orchestre, des solistes  implique un travail particulièrement exigeant.

## Transformations musicales de l'opéra de Gluck
Pina Baush introduit dans des moments où les danseurs et les danseurses sont sur scène des extraits d'opéras autres que celui de Gluck, notamment  la « Plainte de Junon » de The Fairy Queen, la « Mort de Didon » de Dido and Aeneus, les arias de Purcell « Remember me… » et « He is gone… ».

## Style de danse
Le genre chorégraphique associé à Pina Bausch est la danse théâtre, autrement dit Tanz Theater. 
Les danseuses semblent s'enrouler sur elles-mêmes par des mouvements circulaires des bras qui emportent le buste entier. Claudine Vassas décrit ainsi des "torsions et spirales qui se propagent du buste aux bras puis aux mains, impulsent un seul et ample mouvement brusquement interrompu, ou plutôt se transformant, par petits soubresauts, en une sorte de hoquet ».
Pina Bausch s'inspire des postures figurant sur des frises antiques et des gestes codifiés des lamentations.